# Jania Góra (gmina Lniano)
Jania Góra (niem. Johannisberg) – osada leśna w Polsce, położona w województwie kujawsko-pomorskim, w powiecie świeckim, w gminie Lniano.
W latach 1975–1998 osada administracyjnie należała do województwa bydgoskiego.